# Bestandspflege (Wirtschaft)
Bestandspflege ist eine Aufgabe der kommunalen Wirtschaftsförderung, die in der Realität häufig hinter der Ansiedlungspolitik zurückfällt. Ziel der Bestandssicherung ist es, dass Unternehmen in der Kommune angesiedelt bleiben. Voraussetzung dafür ist, die Probleme der ortsansässigen Unternehmen zu kennen. Dies kann durch Unternehmerstammtische oder Betriebsbefragungen erfolgen. Gerade in Klein- und Mittelständischen Unternehmen (KMU) bleibt wenig Zeit für strategische Überlegungen und die Ausarbeitung neuer Konzepte. Unternehmensberatung scheint zu aufwendig, zu wenig auf die eigene Branche bezogen oder zu teuer. Auch öffentliche Unterstützung erreicht oft nicht die beteiligten Unternehmen. Sich in der Vielzahl der Förderprojekte effektiv zu orientieren, ist für den Einzelnen schwierig. Eine Verknüpfung von Unternehmensberatung, Wirtschaftsförderung und Qualifizierungsmaßnahmen kann diese Defizite auffangen. Dafür sind ihre Entwicklungsbedingungen zu erhalten und zu verbessern. Hierzu zählt die Beseitigung von Innovationshemmnissen, die Unterstützung bei Umstrukturierungen oder Betriebsnachfolgen. Schlagwort zum Abbau von Investitionshemmnissen ist Bürokratieabbau auf kommunaler-, Landes- und Bundesebene.